# LOLIPOP
LOLIPOP by Đogani ili samo LOLIPOP bila je prva srpska tinejdžerska grupa koju je napravio Djole Djigani u grupi je bilo pet devojčica od čega su tri pevačice a dve plesačice, a članice su bile Djoletova ćerka i njene  drugarice. Djole je imao velike planove za njih ali su se brzo raspali.

## Karijera
Karijeru je grupa započela 2000. godine, već nakon godinu dana odnosno 2001. godine su prve osvoile publiku mladje generacije. Grupa je bila veoma popularna dvehiljaditih godina a 2003. godine izdaju svoj prvi album pod nazivom Andjeli. U nekoliko navrata nastupali su u emisiji City Club na Pinku sa pesmom Kao ša la la, a takodje i u emisiji Citymanija. Prvu pesma im je bio hit od Djoleta Djoganija pod nazivom Daj, Daj, a 2021. godine grupa Djogani je na svom Youtoube kanalu objavila pesme od grupe Lolipop ali  kao Remastered Version. Nakon raspada grupe 2008. godine sve članice su se povukle iz javnosti pa čak i ćerka Djoleta Djoganija koja je bila do samog kraja u grupi.

## Članice
Djole je za članice izabrao svoju ćerku iz tadašnje plesne škole koju je držao  i izabrao je četiri njene drugarice od kojih su dve zajedno sa njom pevale a druge dve su plesale..

## Diskografija
Albumi:
- Andjeli (2003)
- 2021 Remastered Version (2021)

Singlovi:
- Daj, Daj
- Neću tri, neću dva

- Kao ša la la
- 90-te Skači
- Idemo na more
- Klinkica
- Imperativ
- Tata malo se smej
- Davež